# Musée Bandai
Pour les articles homonymes, voir Bandai.
Le musée Bandai (バンダイミュージアム, Bandai myūjiamui, lit. « Bandai Museum »), situé à Mibu dans la préfecture de Tochigi au Japon, est un musée consacré à l’univers des jouets et des anime produits par la multinationale Bandai. Il est tout d’abord situé à Matsudo (préfecture de Chiba) où il ouvre ses portes le 19 juillet 2003 ; il est cependant déplacé à Mibu (lieu actuel) le 28 avril 2007. En plus des expositions, le musée est flanqué d’un café et de plusieurs boutiques.

## Présentation
Le musée est entièrement consacré à l’univers de Bandai, que ce soit jouets, anime, jeux vidéo ou modélisme. À l’origine, les collections du musée étaient réparties sur six étages. L’optique est avant tout de viser un public jeune ou familial à travers des décors travaillés et des expositions de personnages grandeur réelle, d’armes et objets, de maquettes anciennes et récentes... Le musée offre aussi des visionnages de courts ou moyens métrages parfois inédits, comme MS Igloo en 2004. Les franchises les plus représentées sont notamment Gundam, Ultraman, ou encore Super Sentai. L’œuvre phare du musée reste selon les critiques le buste grandeur réelle du tout premier Gundam (le RX-78-2), soit plusieurs mètres,.

## Expositions

### Musée de Matsudo
Le premier musée situé à Matsudo se décomposait en fait en deux expositions distinctes : une première nommée « Character World » centrée sur des figurines et statues de personnages de divers univers, dans l’ordre : Ultraman, Kamen Rider, une grande zone réservée aux sentai, une autre consacrée aux super robots (Mazinger Z, Yūsha Raideen), et enfin Godzilla. La seconde exposition se nomme le « musée Gundam », entièrement consacré à la franchise phase de Bandai Mobile Suit Gundam. Le musée inclut des boutiques et un Gundam café (retranscrivant l’ambiance de Gundam),.

### Musée de Mibu
Lors du déplacement du musée en 2007, les expositions sont intégralement remodelées en quatre grandes zones : les jouets du monde, les jouets japonais, le musée Gundam (réduit par rapport à Matsudo, et parfois nommé « collection Hobby ») et enfin l’exhibition Edison (consacrée aux inventions de Thomas Edison). Le café en revanche y disparaît.